# Stadtmauer Anklam

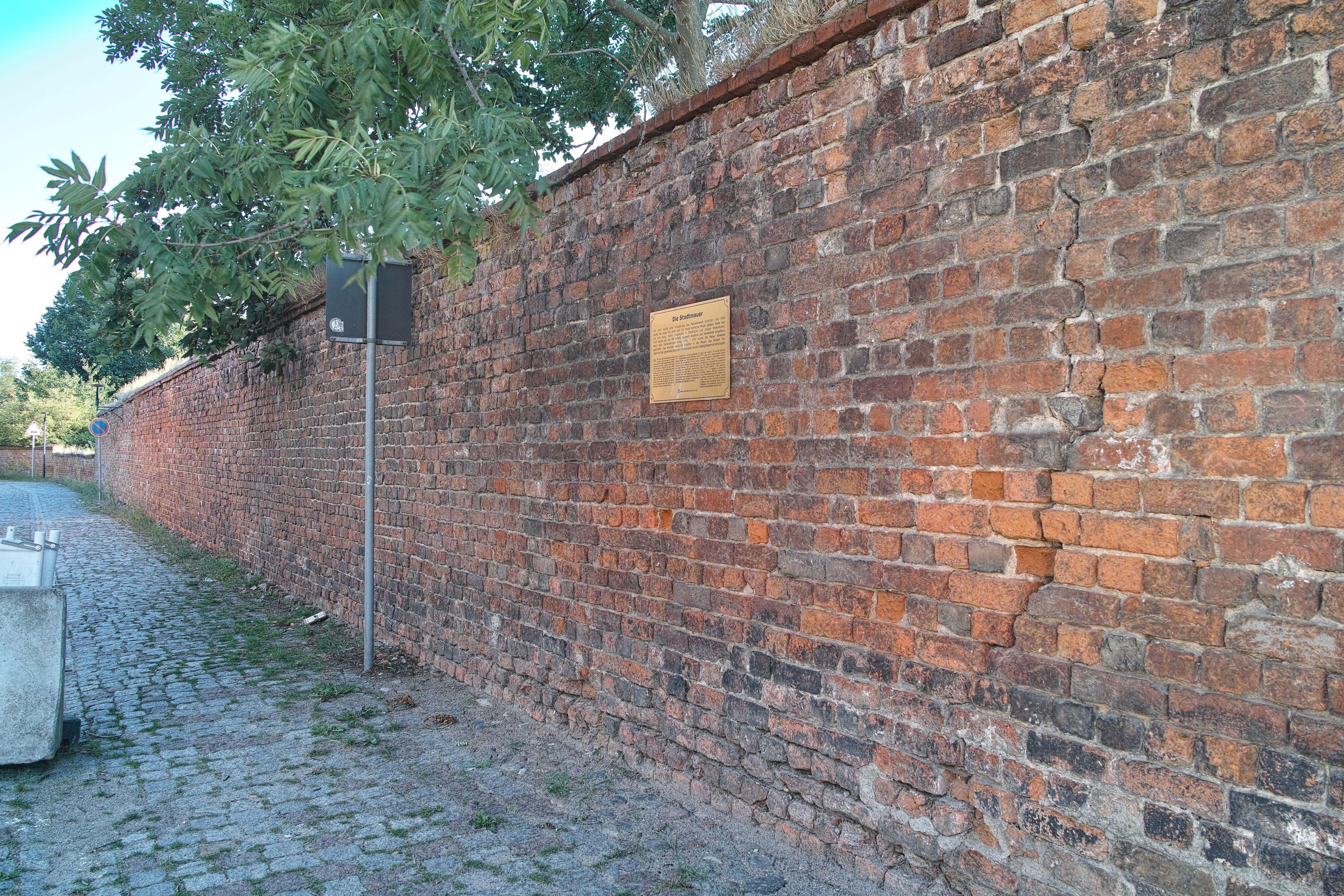
Stadtmauer mit Schild

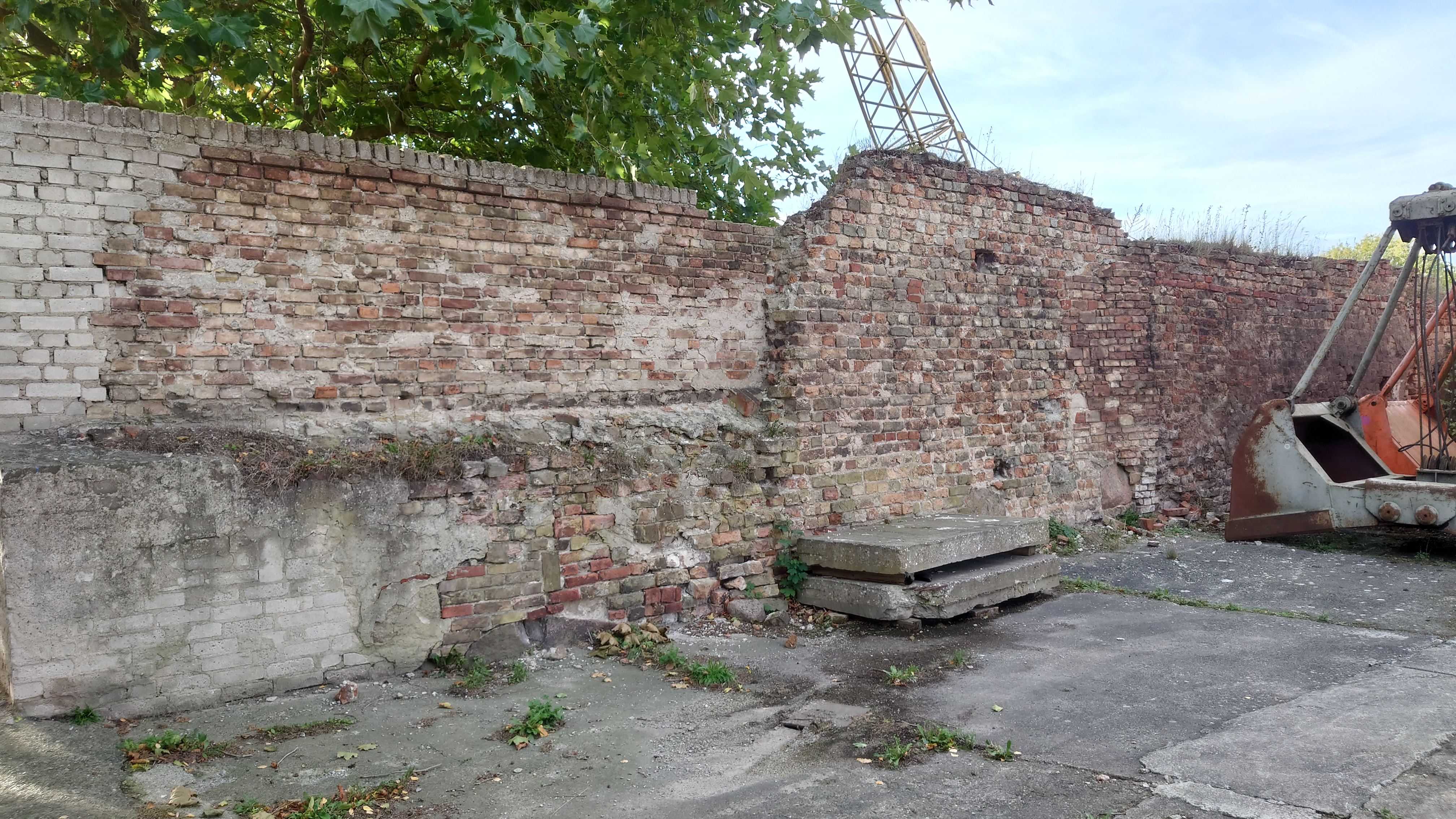
Ein kleiner Rest der Stadtmauer am Anklamer Hafen 2021

Die Stadtmauer Anklam in Anklam (Mecklenburg-Vorpommern) stammt aus dem 15. Jahrhundert. Zuvor war die Stadt seit etwa 1191 durch eine Palisade geschützt.
Die erhaltene Mauer steht unter Denkmalschutz.

## Geschichte

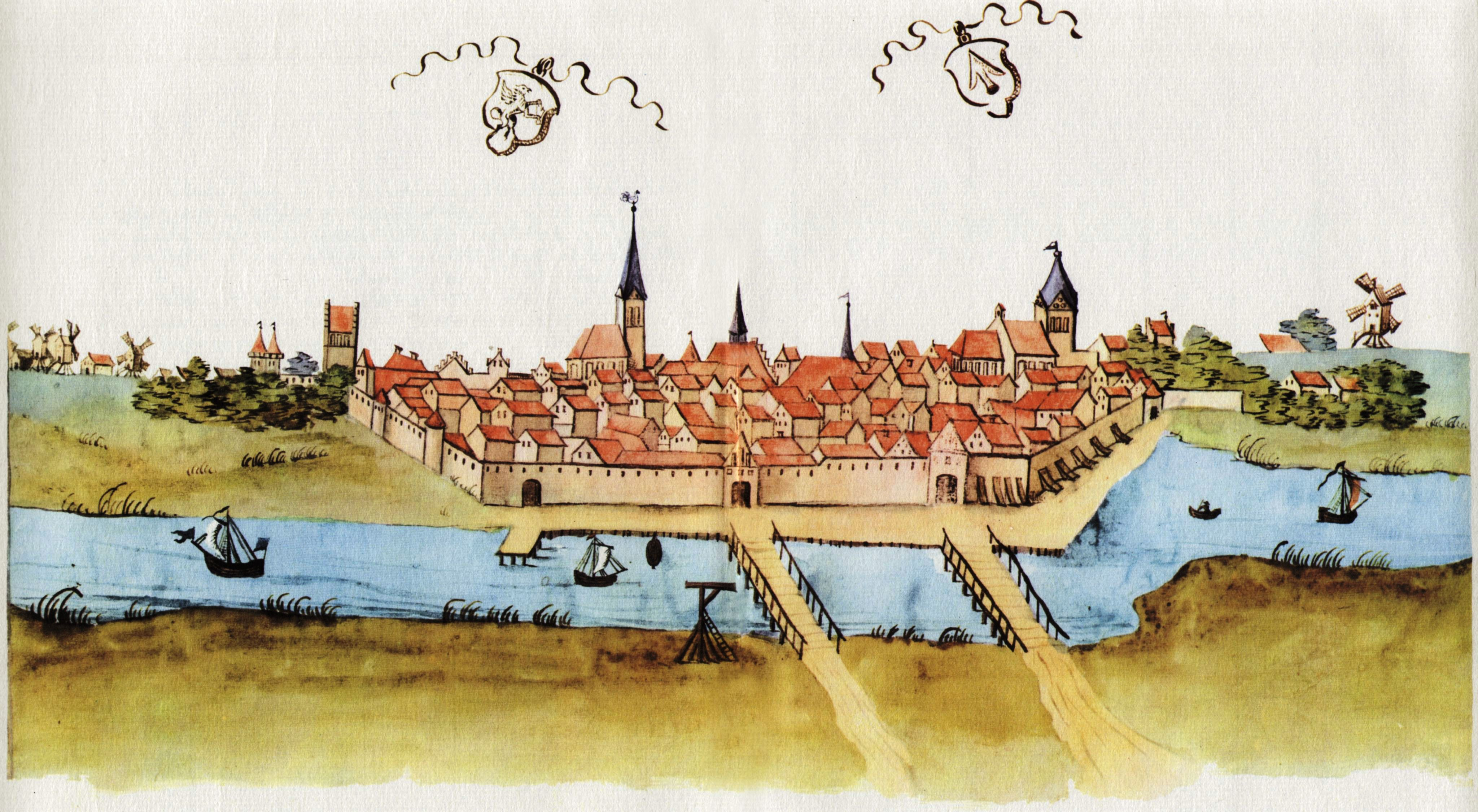
1615: Anklam von Norden mit Brücken zum Borgthor und Peenthor

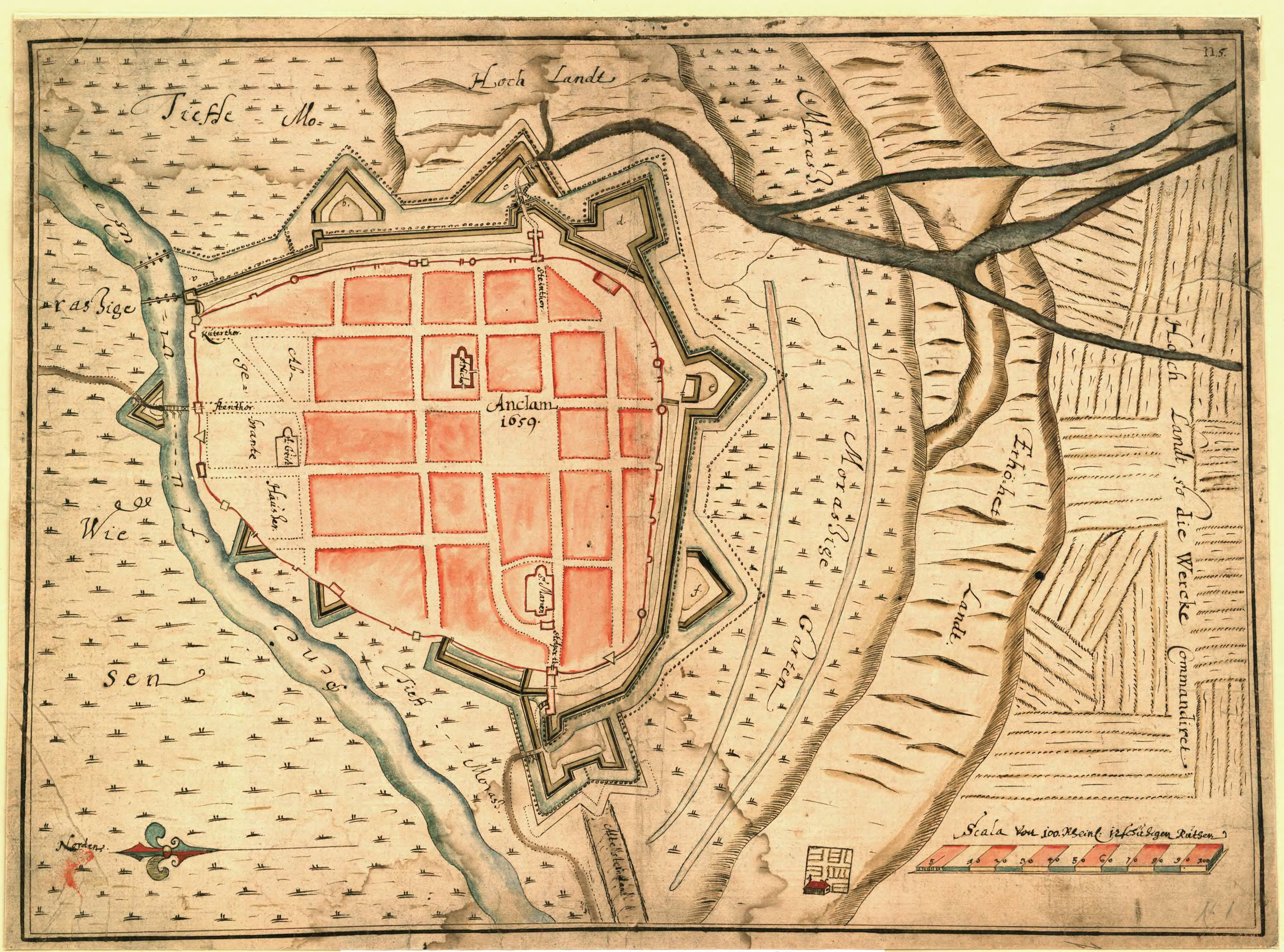
Anklam 1659

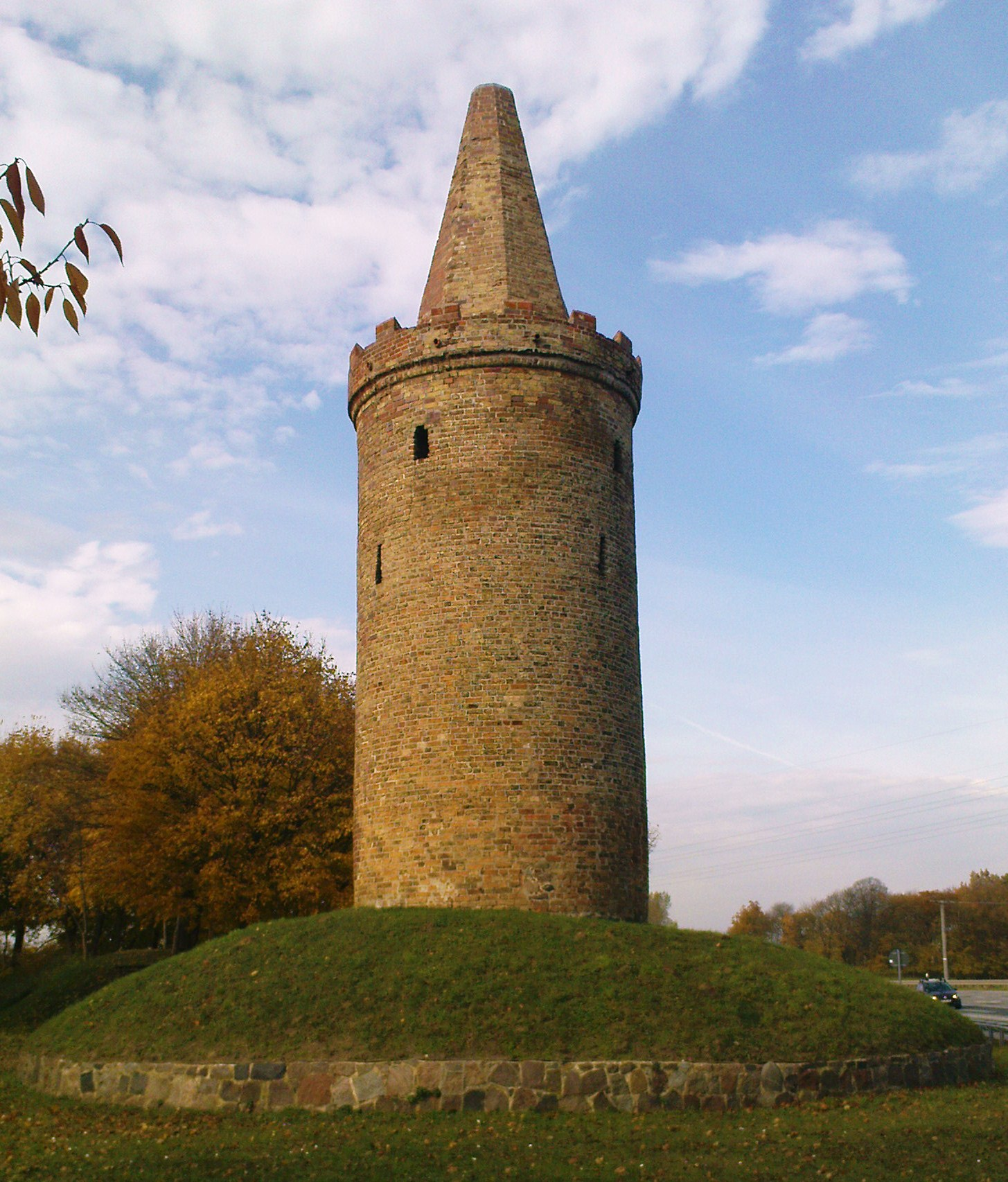
Hoher Stein bei Anklam als Teil der Landwehr

Die Hanse- und Lilienthalstadt Anklam mit 12.331 Einwohnern (2019) wurde erstmals 1243 als oppidum (Siedlung) und 1264 als civitas (Stadt) erwähnt.
Um 1191 entstand als Stadtbefestigung rund um die Altstadt eine hölzerne Palisade, die von einem Graben umgeben war. Um 1400 wurde diese durch eine 5 Meter hohe und 2500 Meter lange Steinmauer ersetzt. Einige Wiekhäuser als kleine Türmchen ergänzten die Befestigung. 1517 wurde die Mauer auf 8 Meter erhöht.

### Stadttore
Durch sieben Stadttore, zumeist aus dem 13. Jahrhundert, gelangten Menschen, Tiere und Waren in die Stadt. Bis auf das Steintor wurden die Tore spätestens 1846 abgerissen.
- Norden, drei Tore zur Peene: Borgthor, Peenthor und Kuterthor (von West nach Ost)
- Westen: Stolperthor führt nach Stolpe und Niethor
- Süden: Koppenthor, umgebaut zum Wiekhaus und aufgestockt zum Wach- und Verliesturm, beim Bau der Bastionen Bau des runden Pulverturms an dieser Stelle
- Osten: Steinthor führt nach Pasewalk; hohes, sechsgeschossiges, backsteingotisches Tor von um 1250 mit Treppengiebel, 1404 erstmals erwähnt, mehrfach umgebaut und 1570 durch ein Vortor ergänzt; Wahrzeichen von Anklam; 1989, nach Sanierung, Sitz des regionalgeschichtlichen Museums.

### Türme
Von den Türmen ist nur der südliche, 20 Meter hohe Pulverturm erhalten. Erstmals erwähnt wurde er 1449 und 1462 als Vangenthurm. Von 1618 bis 1639 erfolgte an der Stelle des Gefangenenturms der Bau des runden Pulverturms u. a. für die Lagerung des Schießpulvers, mit einer kegelförmigen Spitze und dem vorkragenden Zinnenkranz. Er war auch der einzige höhere Beobachtungsturm zwischen den Stadttoren im Osten und Westen.

### Landwehr
Die Anklamer Landwehr umschloss das Alte und das Neue Feld mit einer Fläche von ca. 24 km². Die 2,5 bis 3 Meter hohen, mit Dornenbüschen bepflanzten Wälle und ein vorgelagerter Graben riegelten entsprechend der Topographie das Gebiet ab, im Verbund mit Sümpfen und Wasserläufen. Der als Bodendenkmal erhaltene Wall der Anklamer Landewehr beim erhaltenen Wartturm Hoher Stein an der B 109 im Südosten von Anklam ist ein weiteres Zeugnis für die weiträumige militärische Sicherung der Stadt.
Es gab vier Warttürme. Einer wurde 1412 erstmals erwähnt. Der runde Hohe Stein mit einem Zinnenkranz und achteckigem gemauerten Helm wurde 1458 errichtet. Auf den Warttürmen wurden Feuer entzündet wenn feindliche Truppen sich näherten.

### Weitere Entwicklungen
Im 17. Jahrhundert (nach 1618, vor 1639) erhielt die Befestigungsanlage sechs größere und drei kleinere (Süden) Bastionen. Im Westen war als besonders starke Bastion das Hornwerk, das aus Kurtine (die vordere Wand) und dreieckigem Ravelin (Wallschild) bestand.
Nach dem Siebenjährigen Krieg von 1756 bis 1763 wurden die Mauern teilweise geschleift und die Bastionen entfernt.
Auch aus Verkehrsgründen wurden die Tore 1846 abgerissen, so auch das westliche Stolper Tor, dessen Umriss durch Steine im Boden markiert wurde.
Die Mauerstraße kennzeichnet den Verlauf der Stadtmauer im Norden, Westen und Süden. Die Straße Großer Wall verweist auf die Wallanlagen im Süden und Osten, die der Stadtmauer vorgelagert waren. Die Straße Am Bollwerk erinnert im Süden an die Befestigungsanlage. An der Hafenstraße und an der Mauerstraße stehen erhaltene Reste der Stadtmauer. Rund 100 Meter Mauer an der Mauerstraße wurden 2018 durch Spenden saniert und gesichert.

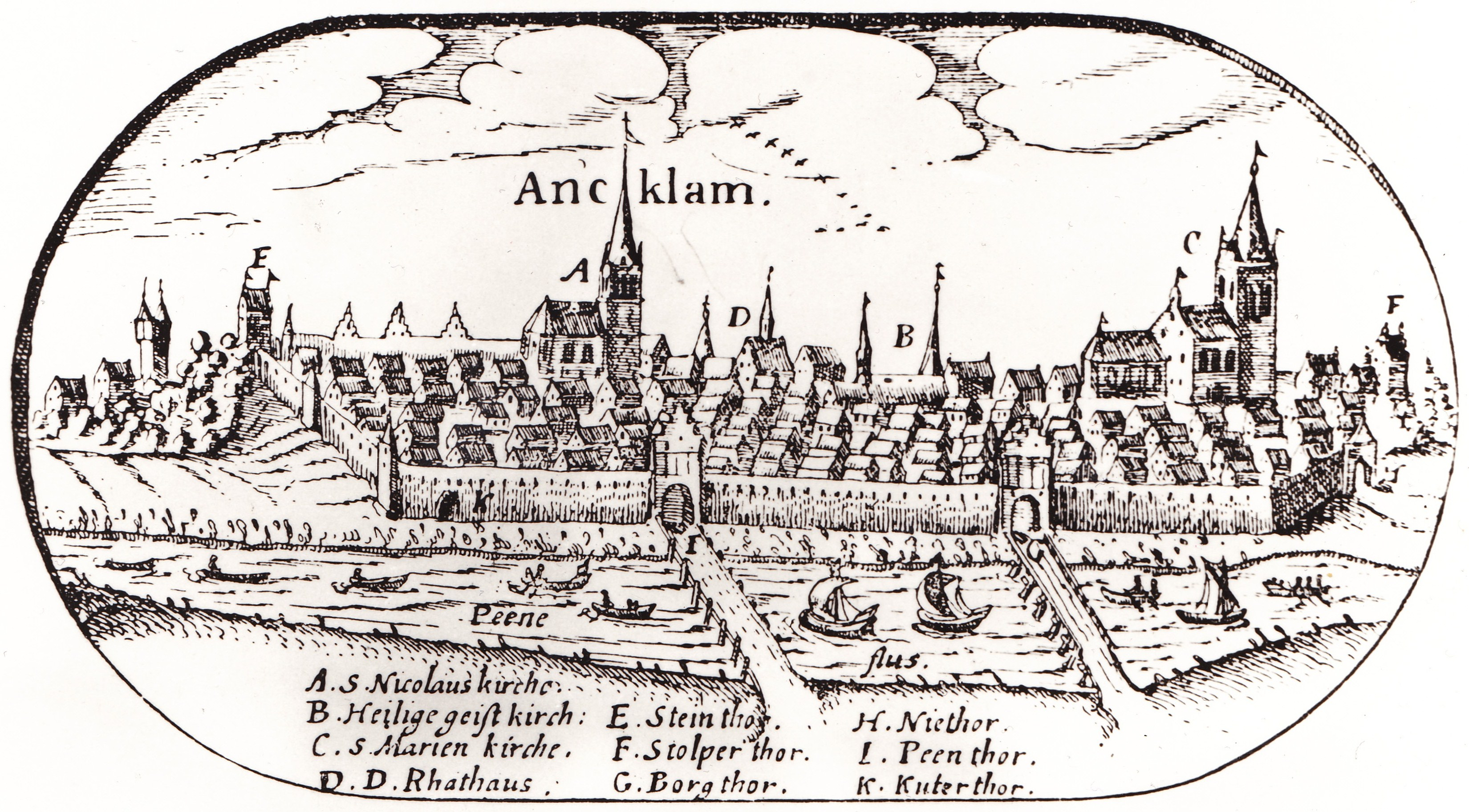
Ancklam, 1618
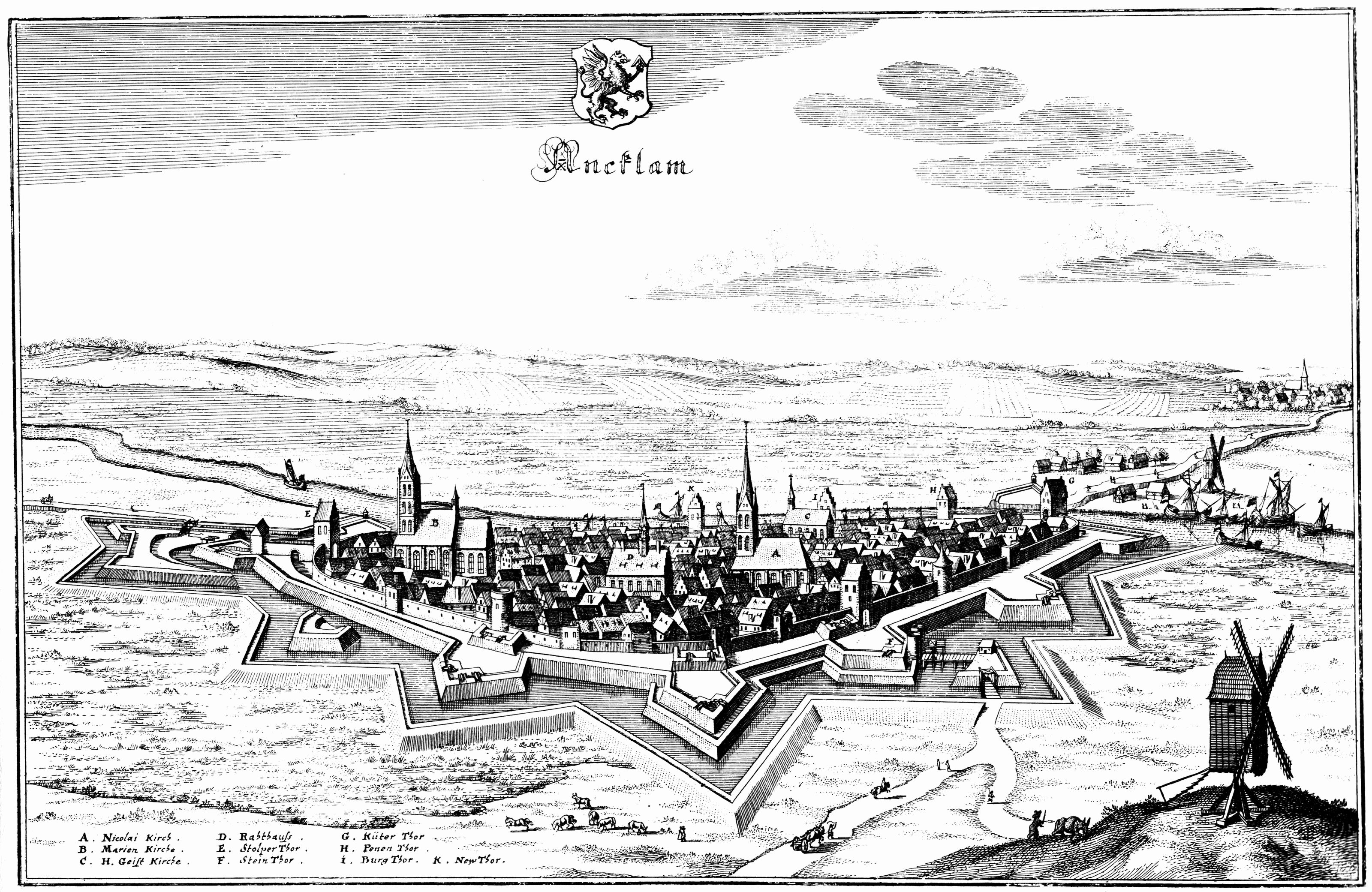
Ancklam, 1650
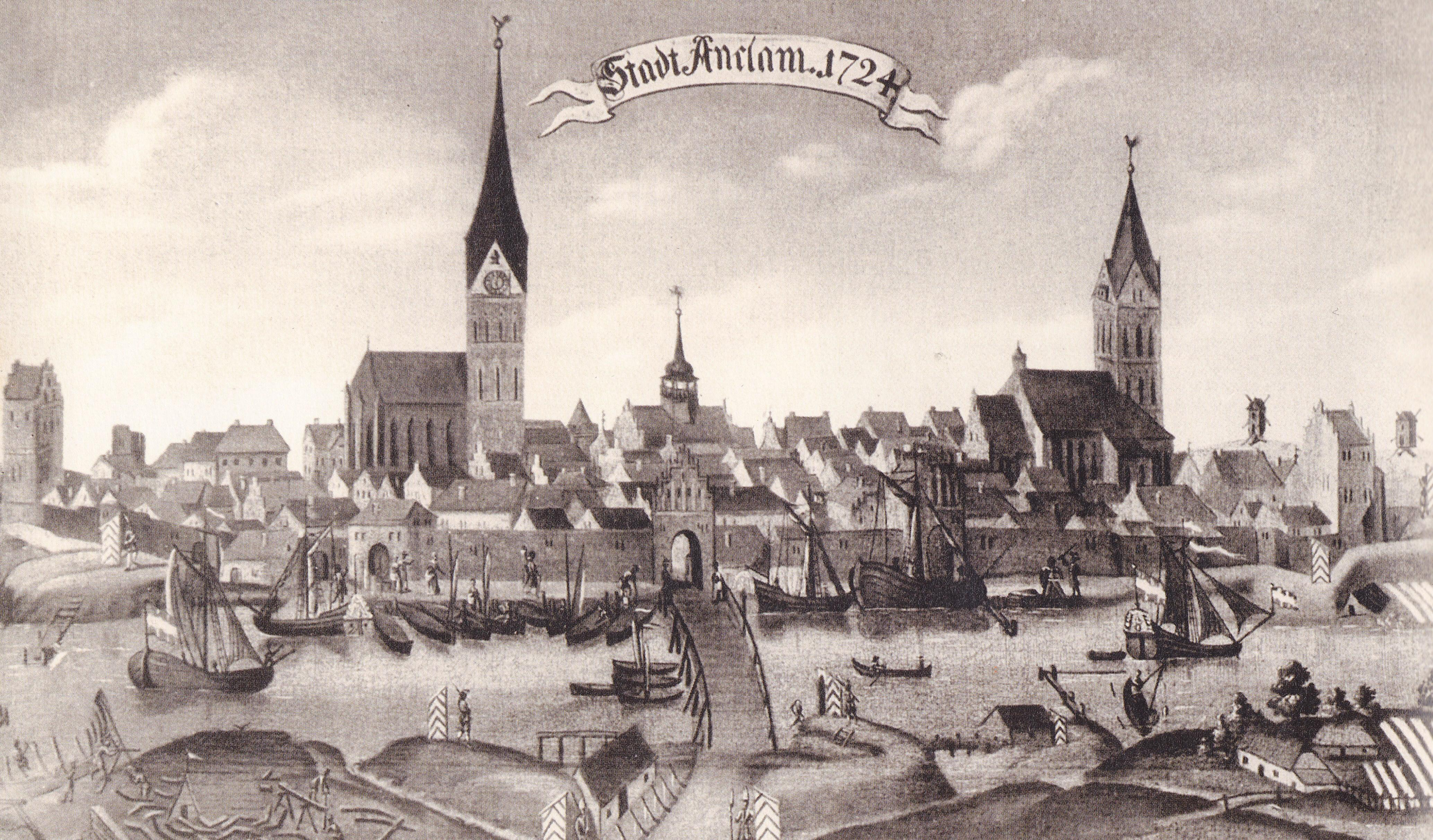
Stadt Anclam, 1724
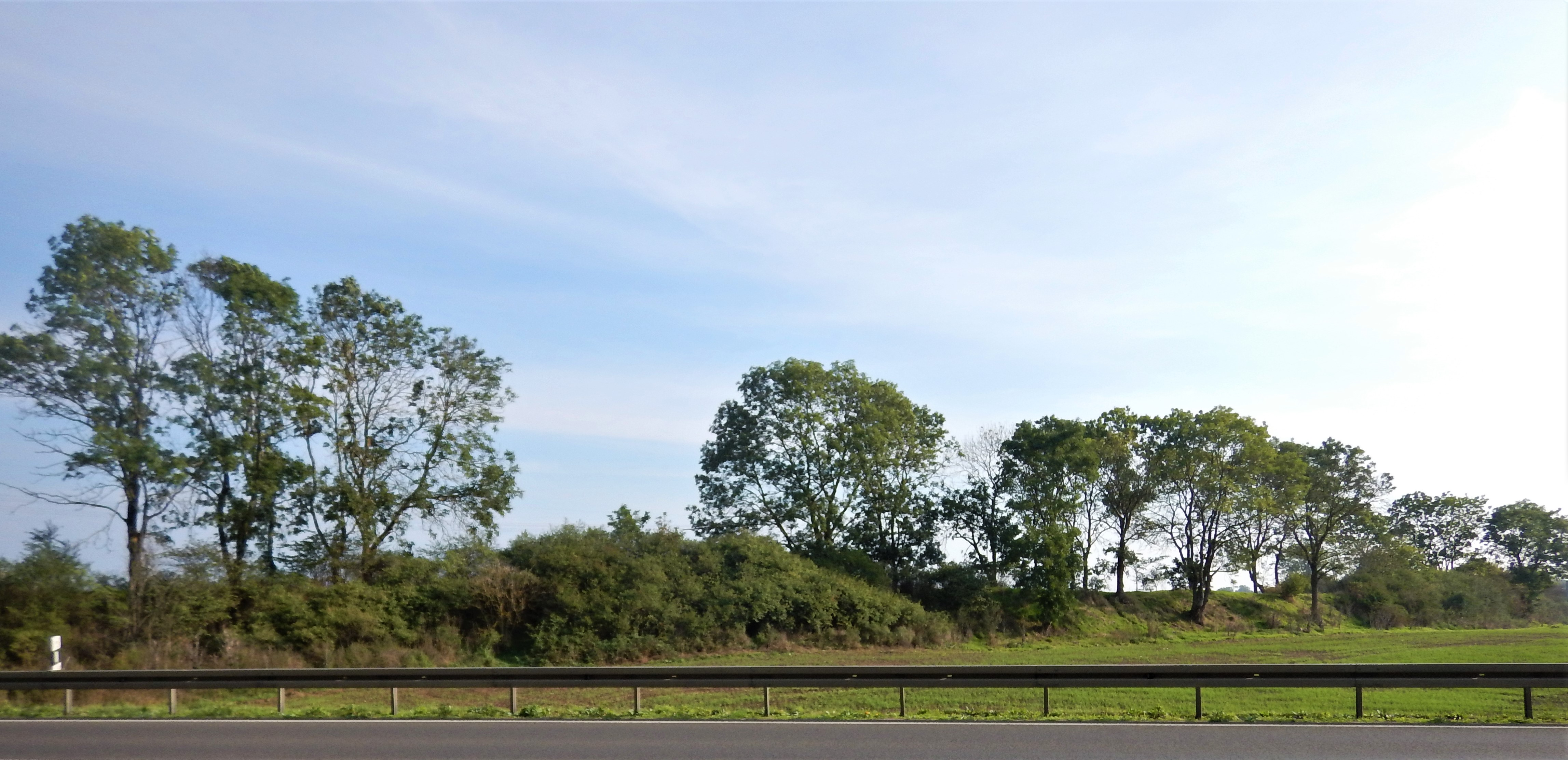
Wall der Anklamer Landewehr
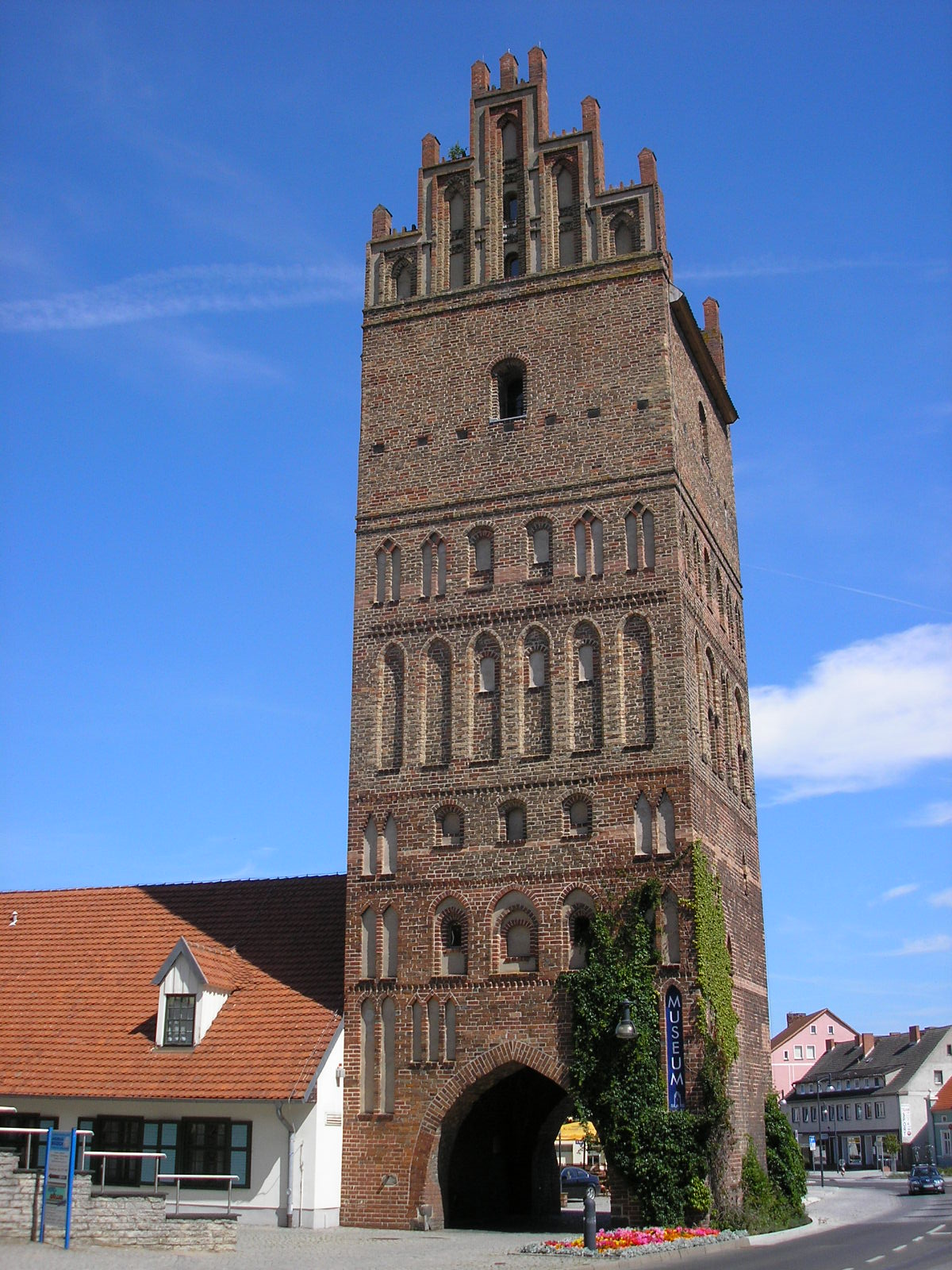
Steintor
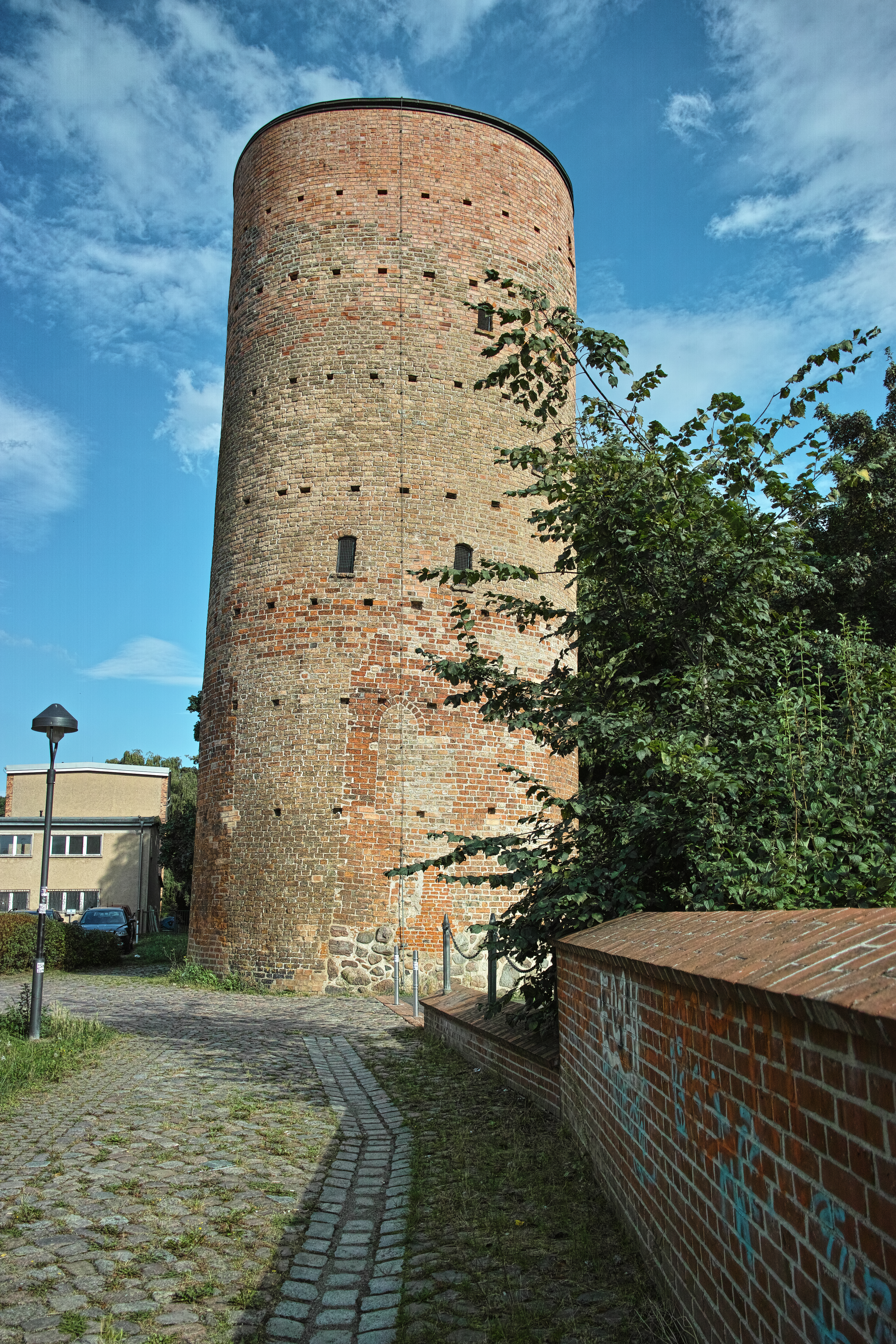
Pulverturm